# كاليش (تربة)

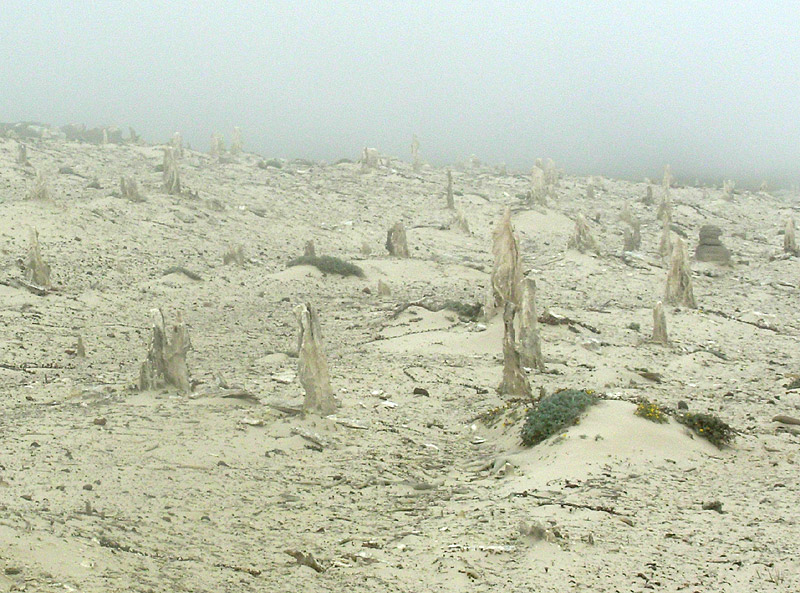
كاليش في جزيرة سان ميغيل.

الكاليش (أو الكلسيريت) هو صخر أو تربة أو ترسيب أبيض أو قشرة صلبة ملتصقة بأملاح ذائبة تتكون من التكوينات الكلسية التي تتكون فوق سطح الأرض في المناطق الصحراوية وشبه الصحراوية، وقد تغطيها بعض الإرسابات الهوائية الرقيقة الأحدث. وتتكون هذه القشرة نتيجة عودة مياه الأمطار المتسربة في جوف الأرض بوساطة الخاصة الشعرية إلى أعلى في صورة محاليل ملحية وكلسية مركزة يغلب عليها كربونات الكالسيوم، وأحياناً نترات الصوديوم ويبدو أثر هذه القشرة واضحاً في أراضي الرق التي تكسوها الحصى والأحجار الصغيرة، حيث تعمل تلك القشرة على شدة تماسك تلك المكونات الحصوية.
في شمال تشيلي وبيرو، يشير كاليش أيضاً إلى الرواسب المعدنية التي تشمل أملاح النترات. يمكن أن يشير كاليش أيضا إلى مختلف الرواسب الطينية في المكسيك وكولومبيا. وبالإضافة إلى ذلك، فقد تم استخدامه لوصف بعض أشكال الكوارتزيت، البوكسيت، الكاولينيت، اللاتيريت، العقيق.
تُعرَّف مادة الكلسريت (الكلس) بأنها تراكم أرضي قريب من السطح لكربونات الكالسيوم في الغالب والتي تحدث في أشكال متنوعة، من البودرة إلى القشرة العقدية إلى القشرة شديدة التحمل
توجد على مساحات كبيرة من الأرض، وهي سمات مشتركة للمناطق القاحلة وشبه القاحلة وشبه الرطبة  ، تنتشر رواسب الكلس في المناطق شبه الرطبة وشبه القاحلة في البحر الأبيض المتوسط والجزائر والصحراء. يقدمون مجموعة متنوعة من الأعمار ودرجات التطور والعوامل الجوية. إن تاريخهم المعقد هو نتيجة عمليتين متناقضتين: اتجاه متطور يؤدي إلى تكوين قاسي، واتجاه التجوية مع انحلال الكالسيت وهطول الأمطار في حجم الحبوب المتربة والارتشاح الجزئي من ملف التربة.تعتبر الكالسيت مادة ممتازة لرصف الطرق إذا تم استخدامها في الظروف المناخية المقابلة لاستقرار الكالسيت في ملامح التربة. تم اقتراح تصنيف مبدئي للحصى الكلسية على أساس نتائج اختبار التآكل (لوس أنجلوس)
في شمال إفريقيا، يشار حاليًا إلى الكالسريت باسم tuf. يبدو أن هذا المصطلح مرتبط بالكلمة العربية «تفتزة» التي تعني الحجر الرملي الناعم والكلمة البربرية «تفكيرت»، وهي مرادفة للقشرة والجير. تم اعتماد كلمة tuf من قبل مهندسي الطرق على الرغم من رفض الجيولوجيين لها على الفور واستبدالها بكلمة crofite و encroutement و calcaire ، والتي يمكن ترجمتها إلى اللغة الإنجليزية على أنها قشرة كلسية متقشرة.
الخصائص الجيوغرافية والجوية
تغطي رواسب الكالسيريت أو الكاليش مناطق واسعة من المغرب العربي. وهي تمتد من المناطق الصحراوية في الصحراء التي يقل معدل هطول الأمطار فيها عن 100 ملم سنويًا إلى منطقة البحر الأبيض المتوسط شبه الرطبة مع هطول أمطار يتراوح من 350 إلى 600 ملم سنويًا. تطويرهم هو أقصى امتداد وكذلك في إثراء المظهر الجانبي في المنطقة شبه القاحلة التي تتوافق مع السهول العالية وتتلقى متوسط هطول الأمطار من 100 إلى 350 ملم في السنة. الكلسريت غائب في منطقة البحر الأبيض المتوسط الرطبة حيث يكون هطول الأمطار مرتفعًا بما يكفي لإحداث ارتشاح إقليمي من الحجر الجيري من ملامح التربة.
الخصائص الكيميائية والجيوتقنية
إن قابلية ذوبان كربونات الكالسيوم في المحاليل المائية منخفضة بشكل عام وتعتمد على عدة عوامل. العامل الرئيسي في إذابة الكالسيت هو محتوى الماء من ثاني أكسيد الكربون. يزداد هذا المحتوى مع انخفاض درجة الحرارة بحيث يكون انحلال الكالسيت أعلى في درجات الحرارة المنخفضة.
يتم أيضًا التحكم في محتوى الماء من ثاني أكسيد الكربون عن طريق الضغط الكلي: سيؤدي انخفاض الضغط إلى تحرير ثاني أكسيد الكربون المذاب وترسيب كربونات الكالسيوم. تسود شروط انحلال الحجر الجيري على الكتل الجبلية في شمال إفريقيا في الشتاء نتيجة هطول الأمطار الغزيرة الباردة. يحمل الجريان السطحي كلاً من الكالسيوم وأيونات البيكربونات إلى سهول بيدمونت وإلى جداول المياه الجوفية للأحواض القارية.

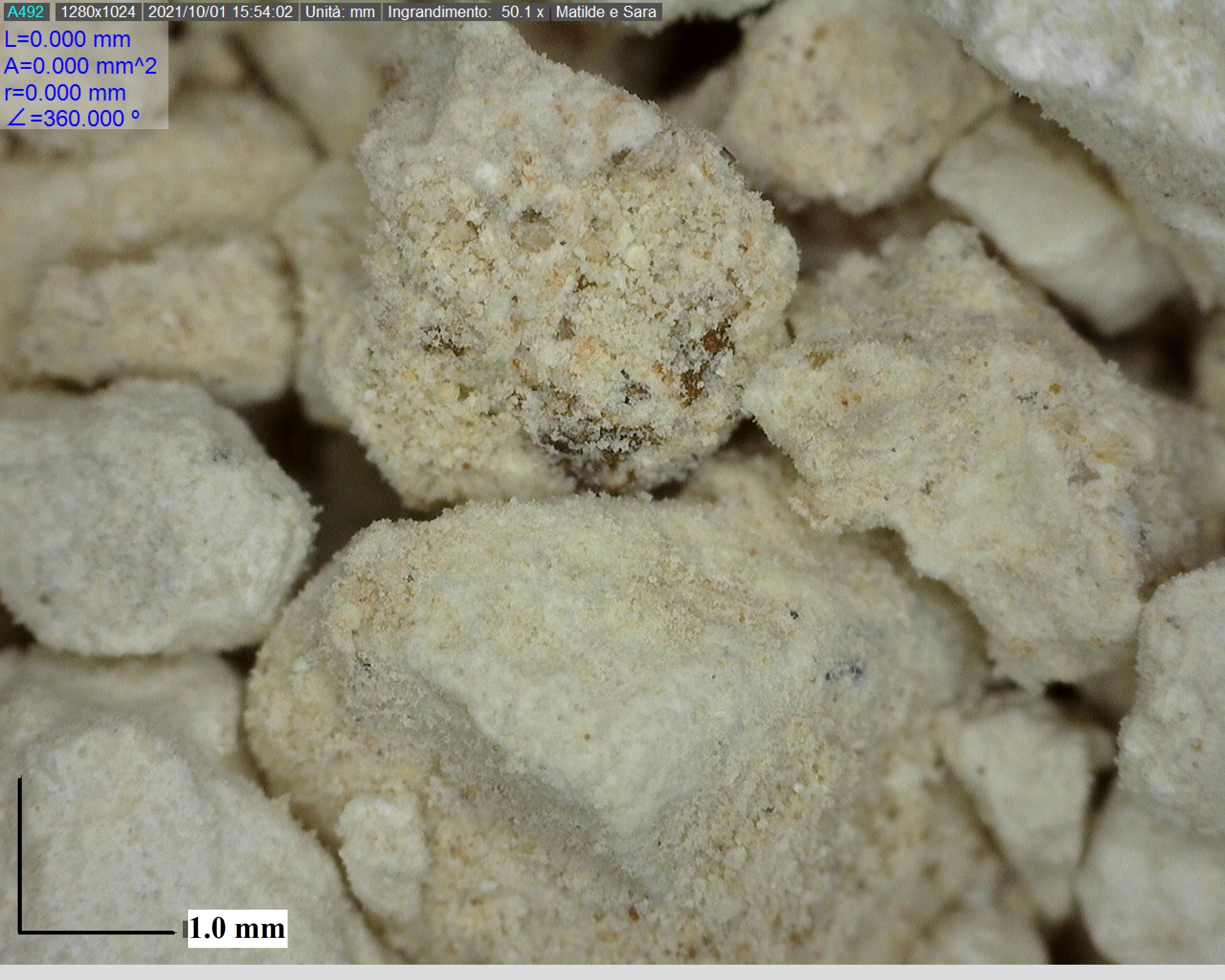
صورة مجهرية لحجر كلسي بتكبير ٥٠ مرة

الطوف الجيرس المتكون من الكلس هو نوع من الصخور الجيرية، عادةً بمؤشر لوس أنجلوس> 60، وكثافة أقل من 20 كيلو نيوتن / م 3، وقوة ضغط غير محصورة من 5 إلى 10 ميجا باسكال، ومحتوى جزيئات دقيقة (يمر بمنخل 80 ميكرون) حوالي 10 إلى 40٪، تُظهر الكلس حدودًا عالية جدًا للانكماش أعلى من 20 ٪ وحتى أعلى من حدود البلاستيك.
الجسيمات المسامية هي السبب في ارتفاع محتوى الرطوبة المثلى وانخفاض الكثافة القصوى للضغط من الكلسريتات مقارنة بالتربة الأخرى. تُظهر بعض الكلسات المتخلفة عن عوامل الطقس محتويات رطوبة مثالية معدلة عالية جدًا من Proctor تتجاوز 20 و 25٪. كثافة الجفاف القصوى المقابلة منخفضة جدًا (<1.75). بسبب مسامية الجسيمات، قد تختلف الثقل النوعي للكلس مع حجم الكسر.
المعيار الأساسي لاختيار الكلس المناسب كمواد رصف الطرقات هو أن محتوى الكربونات يجب أن يكون أكبر من 70٪، نطاق الحصى الكلستي المختار على أساس معيار محتوى الكربونات كمواد الرصف واسع جدًا وأدائها مختلف تمامًا. من أجل الاستخدام المناسب للأنواع المختلفة من الحصى الكلسية كمواد رصف، من الضروري إدخال التقسيمات الفرعية.